# Времепловчева жена
Времепловчева жена (енгл. The Time Traveler's Wife) је дебитанти роман америчке ауторке Одри Нифенегер, објављен 2003. године. То је љубавна прича о Хенрију, мушкарцу са генетским поремећајем који га чини непредвидљивим временски путником, и о Клер, његовој супрузи, уметници која мора да се носи са његовим честим одсуствима. Одри је, фрустрирана љубавним животом када је започела роман, написала ову причу као метафору за своје неуспеле везе. Главни однос у причи дошао је до Одри изненада и послужио као инспирација за наслов романа. Роман је сврстан у жанрове научне фантастике и романсе.
Књигу је објавила MacAdam/Cage, мала издавачка фирма са седиштем у Сан Франциску у Калифорнији. Постала је бестселер након препоруке аутора и породичног пријатеља Скота Тјуроа у емисији Today на NBC-ју. До марта 2009. године роман је продао у скоро 2,5 милиона примерака у Сједињеним Америчким Државама и Великој Британији. Многи рецензенти били су импресионирани јединственим ауторкиним приступом теми временског путовања. Неки су похвалили карактеризацију пара, наглашавајући њихову емоционалну дубину, док су други критиковали њен стил писања као мелодраматичан и заплет као емоционално плитак. Роман је освојио награду Exclusive Books Boeke и Британску књижевну награду.
Компаније Warner Bros. и New Line Cinema откупиле су права за екранизацију и телевизијску адаптацију књиге. Филмска адаптација објављена је 2009. године са Рејчел Макадамс и Ериком Баном у главним улогама, а телевизијска серија премијерно је приказана на HBO-у и HBO Max-у 15. маја 2022. године.